# Delta City
Делта сити 67 д. о. о. Београд је тржни центар на Новом Београду.
Отворен је 1. новембра 2007. године у блоку 67 у Новом Београду, улица Јурија Гагарина бр. 16.